# Irish Professional Championship 1972
Die Irish Professional Championship 1972 war ein professionelles Snookerturnier im Rahmen der Saison 1971/72 ohne Einfluss auf die Weltrangliste. Das Turnier wurde als Herausforderungsmatch zwischen dem langjährigen Titelträger Jackie Rea und Herausforderer Alex Higgins zwischen dem 3. und 8. Januar 1972 in Belfast ausgetragen. Sieger wurde Alex Higgins, der wenig später auch die Snookerweltmeisterschaft gewann und den Titel bis 1980 halten konnte.

## Hintergrund
Die Irish Professional Championship feierte in diesem Jahr ihr 25. Jubiläum, da die Erstausgabe bereits im Jahr 1947 stattgefunden hatte. Mit lediglich einer Ausnahme im Jahr 1952 war stets Jackie Rea der Titelträger des Turnieres gewesen, das von Anfang an jeweils als ein einziges Herausforderungsmatch stattfand. Nun hatte sich mit Alex Higgins erneut ein Herausforderer gefunden, der erst 22 Jahre alt war, aber trotzdem auf einen hohen Niveau spielte.

## Das Spiel
Das preisgeldlose Herausforderungsspiel zwischen Rea und Higgins fand vom 3. bis zum 8. Januar 1972 im nordirischen Belfast statt. Es war als Spiel mit dem Modus Best of 55 Frames angesetzt. Higgins hatte den besseren Start und ging mit 4:0 und 5:1 ins Führung, musste dann aber hinnehmen, dass Rea bis auf 5:4 an ihn herankam. Während der folgenden Frames schaffte es Higgins nicht, seinen Gegner abzuschütteln: auch wenn er bereits mit drei Frames wieder in Führung ging, kam Rea schlussendlich immer wieder bis auf einen Frame an ihn heran. So stand es nach 17 Frames 9:8. Doch dann war Higgins in Topform und konnte einen Frame nach dem anderen gewinnen. Bis zum Stande von 23:8 gelang es Rea nicht, einen einzigen Frame mehr für sich zu entscheiden. Anschließend kam er auf 23:10 und 24:11 an ihn heran, doch Higgins gewann schlussendlich mit 28:12. Higgins blieb bis zum Sieg von Dennis Taylor anno 1980 Titelträger, während sich Rea vom Turnier zurückzog und erst 1982 ein nicht allzu erfolgreiches Comeback wagte, als das Turnier für alle (nord)irischen Spieler geöffnet wurde.
| Finale: Best of 55 Frames Belfast, Nordirland, 3. – 8. Januar 1972 |                |              |
| Jackie Rea | 12:28          | Alex Higgins |
| 53:60, 51:61, 35:64, 41:63, 63:42, 38:67, 71:37, 97:28, 63:56, 39:68, 46:63, 62:45, 64:46, 22:59, 68:41, 49:61, 67:53, 15:101, 36:82, 21:85, 21:86, 42:90, 33:77, 19:87, 23:87, 30:66, 15:93, 56:77, 57:82, 39:85, 32:80, 66:51, 69:67, 63:65, 43:32, 44:102, Ergebnisse von vier Frames unbekannt |                |              |
| – | Höchstes Break | –            |
| – | Century-Breaks | –            |
| – | 50+-Breaks     | –            |